# Lisa Joy
Lisa Joy () é uma roteirista e produtora executiva americana. Seus trabalhos incluíram roteiros para as séries de televisão Pushing Daisies e Burn Notice onde exerceu a função de co-produtora. Ela é co-criadora e produtora executiva da série Westworld da HBO.

## Vida pessoal
Antes de iniciar sua carreira no entretenimento, Joy era uma advogada em Nova Jersey. Ela foi graduada pela Harvard Law School. Ela e seu marido, Jonathan Nolan, se conheceram na estréia do filme Memento.

## Filmografia
| Ano  | Título          | Creditada como | Creditada como | Notas                             |
| Ano  | Título          | Roteirista     | Produtora      | Notas                             |
| ---- | --------------- | -------------- | -------------- | --------------------------------- |
| 2008 | Pushing Daisies | Sim            |                |                                   |
| 2009 | Burn Notice     | Sim            | Sim            |                                   |
| 2016 | Westworld       | Sim            | Sim            | Co-criadora e produtora executiva |